# Pimentel
Pimentel (en sard, Pramentelu) és un municipi italià, dins de la província de Sardenya del Sud. L'any 2007 tenia 1.238 habitants. Es troba a la regió de Trexenta. Limita amb els municipis de Barrali, Guasila, Ortacesus i Samatzai.

## Administració
| Període | Identitat           | Partit        |
| ------- | ------------------- | ------------- |
| 2006-   | Alessandra Corongiu | Llista cívica |